# Togg
Togg (kurz für türkisch Türkiye'nin Otomobili Girişim Grubu A.Ş., englisch Turkey's Automobile Joint Venture Group Inc.) ist ein türkischer Hersteller von Elektroautos. Das Unternehmen wurde im Jahr 2018 als Joint Venture gegründet. Die Anadolu Group, BMC, Turkcell und Zorlu Holding sind wesentliche Gesellschafter unter dem Dach der TOBB. Jedes Unternehmen hält 23 % und TOBB 8 % der Anteile.

## Geschichte
In den 2010er Jahren hat der türkische Präsident Recep Tayyip Erdoğan eine Initiative zur Produktion eines Automobils aus türkischer Produktion gefordert. Im Jahr 2017 kündigte Erdoğan die Gründung von Togg und deren Teilnehmer an.

Altes Logo von TOGG

Am 27. Dezember 2019 wurde die erste Einführung in Gebze zusammen mit der Gründung von IT Valley (türkisch: Bilişim Vadisi) durchgeführt. Präsident Erdoğan stellte während der Veranstaltung zwei Modelle vor, einen SUV und eine Limousine. Die ersten beiden Prototypen wurden in Italien von Pininfarina produziert. Das Automobilwerk wird in Gemlik in der Provinz Bursa angesiedelt sein.
Togg plant die Akku-Produktion vollständig vor Ort und eine europaweite Expansion. Mit Präsident Erdoğan wurde die Grundsteinlegung des Elektroauto-Werkes in der Provinz Bursa in der Westtürkei gefeiert. Die Projektleitung wurde Gürcan Karakas übertragen, der früher als Bereichsvorstand im Geschäftsbereich Electrical Drives von Bosch tätig gewesen ist. Die Batteriezellen für den ersten SUV sollen ab 2022 zunächst im Werk des Unternehmens Farasis in Bitterfeld-Wolfen in Deutschland hergestellt werden, während die Endproduktion der Batteriemodule und -packs in der Türkei stattfände. Danach sei geplant, selbst Batterien zu produzieren. Die türkische Regierung kündigte an, jährlich 30.000 Fahrzeuge abnehmen zu wollen.
Auf der IAA Mobility im September 2025 sollen Fahrzeuge des Herstellers offiziell in Deutschland ausgestellt werden. Danach soll hier die Markteinführung erfolgen.

## Modelle

### Togg T10X

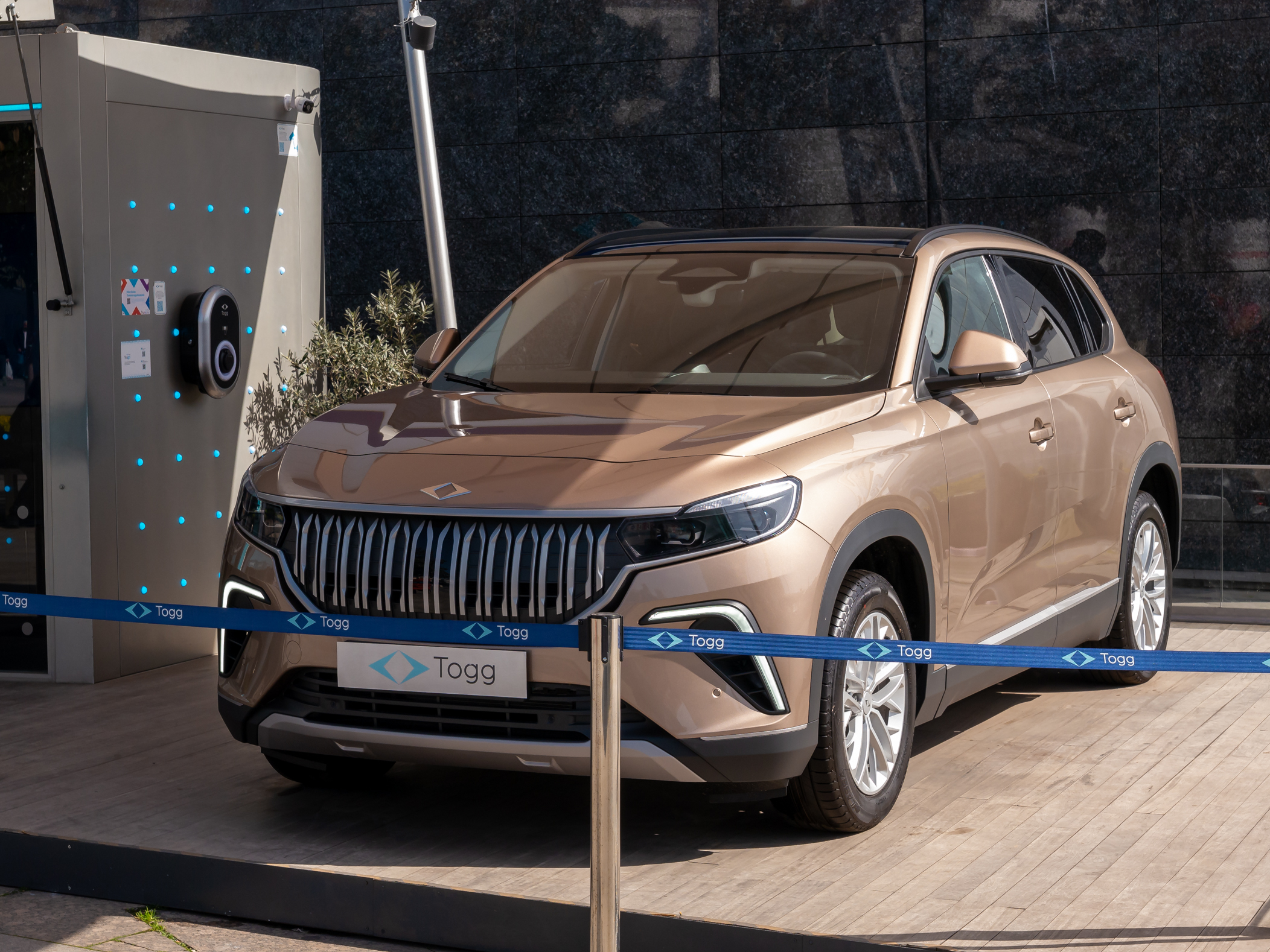
Togg T10X in Istanbul

Das erste Modell ist das SUV Togg T10X. Die Serienproduktion des 4,60 Meter langen Fahrzeugs startete im Oktober 2022, die Auslieferung begann im April 2023.

### Togg T10F
Das zweite Modell ist die Fließhecklimousine Togg T10F. Es wurde im Januar 2024 auf der Consumer Electronics Show vorgestellt.